# Un descens al Maelström
Un descens al Maelström ("A Descent into the Maelström", en anglés) és un relat curt de l'escriptor nord-americà Edgar Allan Poe publicat al 1841. S'ha agrupat aquest relat entre els contes de raciocini o els de temàtica marinera de l'autor.

## Argument
Està inspirat en el fenomen del Maelström, un remolí que es produeix a les costes de Noruega, format per la conjunció dels forts corrents que travessen l'estret de Moskenstraumen i la gran amplitud de les marees. El conte inclou una història dins d'una altra història, explicada des de l'alt d'un abisme. La narra un ancià que afirma no ser-ho, malgrat la seua aparença: "Només en un dia se'm transformaren els cabells negres en blancs, se m'afebliren els membres i se'm destrossaren els nervis." El narrador explica que un dia es feu a la mar amb dos germans, quan es deixatà un terrible huracà, que atrapà el vaixell al vòrtex. Els dos germans hi moriren, mentre que el narrador queia al centre del remolí i es quedava meravellat del que hi veia. Es llançà a l'aigua, i se subjectà a un barril. Al cap d'un temps imprecís, fou alçat a la borda d'un vaixell de coneguts seus que no el reconegueren.

## Temes principals
- El raciocini, per la manera en què és explicat el relat (com en El misteri de Marie Rogêt i La carta robada).
- El relat mariner (com en La narració d'Arthur Gordon Pym, Manuscrit trobat en una ampolla i La caixa oblonga).

## Publicació
La història aparegué a l'abril de 1841 en el Graham's Magazine. Poe s'hagué d'afanyar a acabar-la, i més tard en reconegué que el final era imperfecte. Com en altres aventures marineres (La narració d'Arthur Gordon Pym i El diari de Julius Rodman, en el seu moment es pensà que aquest conte era verídic i un dels seus passatges fou imprés en l'Encyclopædia Britannica. Irònicament, aquest passatge està pres d'una edició anterior de la mateixa enciclopèdia.

## Adaptació
El 1986, el compositor Philip Glass escrigué una peça inspirada en aquest conte per encàrrec de l'Australian Dance Theatre.

## En la cultura popular
El 1970, l'escriptor txec Ludvík Vaculík feu moltes referències a aquest relat, així com també a l'obra El gat negre, en la seua novel·la The Pigs.